# Metergoline
Metergoline là một loại thuốc thần kinh nằm trong nhóm hóa chất ergoline hoạt động như một phối tử cho các thụ thể serotonin và dopamine khác nhau.